# Meia-risca
A meia-risca (também chamada de traço de ligação, meio-traço, traço médio, traço ene ou meio-travessão) é um sinal de pontuação que serve para unir os valores extremos de uma série, como números (1–10), letras (A–Z) ou outras (27 de dezembro de 1897 – 8 de março de 1959), indicando ausência de intervalos na enumeração.
Serve igualmente para unir palavras que tenham um nexo lógico (ex.: a viagem Lisboa–Porto). Esta opção é particularmente útil quando uma das palavras é composta e já tem hífens (ex.: conexão Linda-a-Velha–Lisboa).
Em alguns textos, geralmente curtos ou compostos em fonte bastonada (não serifada), é usado no lugar do travessão.

## Não confundir
A meia-risca não é o mesmo que o hífen nem que o travessão.
- O hífen, menor, serve para unir palavras compostas (ex.: couve-flor) e fazer a translineação (divisão de uma palavra no final de linha).
- O travessão, maior, serve para indicar mudança de interlocutor e para isolar palavras ou expressões.

Note as diferenças:
- — Travessão
- – Meia-risca
- - Hífen

## Como fazer
Nem sempre é fácil encontrar no teclado o tipo certo para a meia-risca.
Atalhos do teclado num PC usando Windows:
- - Hífen: tecla normal do hífen[3]
- – Meia-risca: Alt + 0150[3]
- — Travessão: Alt + 0151[3]

Atalhos num teclado de um Macintosh:
- – Meia-risca: Alt + hífen
- — Travessão: Alt + Shift + hífen

Atalhos num teclado com suporte a Composição (GNU/Linux):
- - Hífen: tecla normal do hífen
- – Meia-risca: Compose, hífen, hífen, ponto
- — Travessão: Compose, hífen, hífen, hífen

Nota: a tecla de composição costuma ser a que tem um logotipo (Winkey), ao lado da AltGr. As teclas são pressionadas em sequência.
Para computadores usando Word, uma maneira mais fácil de reproduzir estes sinais é:
- - Hífen: tecla normal do hífen
- – Meia-risca: Ctrl + Num-
- — Travessão: AltGr + Num- (ou Ctrl + Alt + Num-)

Nota: Num- é a tecla de "menos" no teclado numérico na parte direita do teclado. AltGr é o Alt à direita da barra de espaço.
Outra forma é ir ao menu do Word, escolher Introduzir Símbolo (Insert Symbol) e escolher o código de caracter (Character Code):
- – Meia-risca: U+2013
- — Travessão: U+2014